# Империя мёртвых (серия комиксов)
«Империя мёртвых» (англ. Empire of the Dead) — ограниченная серия комиксов, состоящая из 15 выпусков, которую в 2014—2015 годах издавала компания Marvel Comics. Сценаристом выступил Джордж Ромеро.

## Синопсис
Действие происходит в Нью-Йорке. Начался зомби-апокалипсис. Манхэттен закрыт на карантин.

### Выпуски
| Название     | Дата выхода      | Оценка на Comic Book Roundup   | Предполагаемый объём продаж (первый месяц) |
| ------------ | ---------------- | ------------------------------ | ------------------------------------------ |
| Act One #1   | 22 января 2014   | 7,1 из 10 на основе 8 рецензий | 24 515, позиция в Северной Америке — 91    |
| Act One #2   | 26 февраля 2014  | 7,2 из 10 на основе 2 рецензий | 17 624, позиция в Северной Америке — 115   |
| Act One #3   | 26 марта 2014    | н/д                            | 15 720, позиция в Северной Америке — 131   |
| Act One #4   | 23 апреля 2014   | н/д                            | 14 855, позиция в Северной Америке — 143   |
| Act One #5   | 18 июня 2014     | н/д                            | 13 924, позиция в Северной Америке — 144   |
| Act Two #1   | 10 сентября 2014 | 7,4 из 10 на основе 2 рецензий | 13 163, позиция в Северной Америке — 172   |
| Act Two #2   | 8 октября 2014   | н/д                            | 10 360, позиция в Северной Америке — 223   |
| Act Two #3   | 12 ноября 2014   | н/д                            | 9 047, позиция в Северной Америке — 200    |
| Act Two #4   | 10 декабря 2014  | н/д                            | 8 331, позиция в Северной Америке — 224    |
| Act Two #5   | 14 января 2015   | 7,1 из 10 на основе 2 рецензий | 7 780, позиция в Северной Америке — 215    |
| Act Three #1 | 1 апреля 2015    | 7,1 из 10 на основе 2 рецензий | 8 623, позиция в Северной Америке — 256    |
| Act Three #2 | 6 мая 2015       | н/д                            | 7 191, позиция в Северной Америке — 224    |
| Act Three #3 | 17 июня 2015     | н/д                            | 6 827, позиция в Северной Америке — 232    |
| Act Three #4 | 19 августа 2015  | н/д                            | 6 751, позиция в Северной Америке — 239    |
| Act Three #5 | 23 сентября 2015 | 2 из 10 на основе 1 рецензии   | 6 435, позиция в Северной Америке — 261    |

### Сборники
| Название                                      | Тип              | Дата выхода      | Собранный материал                                                                                     | Кол-во страниц | ISBN                       | Предполагаемый объём продаж (первый месяц) |
| --------------------------------------------- | ---------------- | ---------------- | --- | -------------- | -------------------------- | ------------------------------------------ |
| George Romero’s Empire of the Dead: Act One   | Мягкая обложка   | 23 июля 2014     | Empire of the Dead: Act One #1-5                                                                       | 128            | 978-0785185178, 0785185178 | 1 827, позиция в Северной Америке — 60     |
| George Romero’s Empire of the Dead: Act Two   | Мягкая обложка   | 11 марта 2015    | Empire of the Dead: Act Two #1-5                                                                       | 112            | 978-0785185192, 0785185194 | 959, позиция в Северной Америке — 115      |
| George Romero’s Empire of the Dead: Act Three | Мягкая обложка   | 4 ноября 2015    | Empire of the Dead: Act Three #1-5                                                                     | 112            | 978-0785185208, 0785185208 | 883, позиция в Северной Америке — 127      |
| George Romero’s Empire of the Dead            | Твёрдый переплёт | 28 сентября 2016 | Empire of the Dead: Act One #1-5; Empire of the Dead: Act Two #1-5; Empire of the Dead: Act Three #1-5 | 336            | 978-0785185185, 0785185186 | н/д                                        |

## Отзывы
На сайте Comic Book Roundup серия имеет оценку 6,3 из 10 на основе 17 рецензий. Джим Джонсон из Comic Book Resources посчитал, что комикс на уровне фильмов Ромеро. Брайан Баннен из Newsarama дал первому выпуску 6 баллов из 10 и похвалил художника. Гай Коупс из Comics Bulletin поставил дебюту 2 звезды с половиной из 5 и также остался доволен работой Малеева. Мэт Эльфринг из Comic Vine вручил первому выпуску 4 звезды из 5 и написал, что «последняя страница была немного странной, но в целом у Ромеро и Малеева начинается что-то очень весёлое».

## Телесериал
В 2015 году было объявлено, что студия Demarest будет снимать сериал на основе комикса. Сэм Энглбардт и Уильям Д. Джонсон выступят исполнительными продюсерами вместе с Ромеро и Питером Грюнвальдом, которые также напишут сценарий.